# Karl II av Bourbon
Karl II av Bourbon, född 1433, död 1488, var regerande hertig av Bourbon och Auvergne och greve av Forez 1488. 